# Kviz
Kviz je vrsta miselne igre ali tekmovanja, v kateri (posamezniki ali skupine) poskušajo pravilno odgovoriti na zastavljena vprašanja. V okviru kvizov se navadno za pravilno odgovorjena vprašanja beležijo točke, najvišji rezultat pa izmed skupine udeležencev določa zmagovalca. 
Obstaja več vrst kvizov: splošni kviz, avdio-vizualni poslovni, kviz na temo poznavanja držav, zemljepisa, zgodovine, matematike, filmov, osebnosti, politike, športa, znanosti in tehnologije.
Eden najbolj priljubljenih televizijskih kvizov v Sloveniji je bil Lepo je biti milijonar.